# Tiberiu Dolniceanu
Tiberiu Alexandru Dolniceanu (Iași, 3 aprile 1988) è uno schermidore rumeno, specializzato nella sciabola.

## Palmarès
- Giochi olimpici

Londra 2012: argento nella sciabola a squadre.
- Mondiali

Adalia 2009: oro nella sciabola a squadre.
Parigi 2010: bronzo nella sciabola a squadre.
Budapest 2013: argento nella sciabola a squadre e bronzo nella sciabola individuale.
Kazan' 2014: bronzo nella sciabola individuale.
Mosca 2015: bronzo nella sciabola individuale.
Rio 2016: bronzo nella sciabola a squadre.
- Europei

Legnano 2012: argento nella sciabola a squadre.
Zagabria 2013: oro nella sciabola individuale.
Toruń 2016: bronzo nella sciabola a squadre.